# Film in 1994
Dit artikel gaat over de film in het jaar 1994.

## Succesvolste films
De tien films uit 1994 die het meest opbrachten.
| Rang | Titel                                              | Distributeur         | Opbrengst wereldwijd |
| ---- | -------------------------------------------------- | -------------------- | -------------------- |
| 1    | The Lion King                                      | Walt Disney Pictures | $ 1.063.611.805      |
| 2    | Forrest Gump                                       | Paramount Pictures   | $ 677.387.716        |
| 3    | True Lies                                          | 20th Century Fox     | $ 378.882.411        |
| 4    | The Mask                                           | Warner Bros.         | $ 351.583.407        |
| 5    | Speed                                              | 20th Century Fox     | $ 350.448.145        |
| 6    | The Flintstones                                    | Universal Pictures   | $ 341.631.208        |
| 7    | Dumb and Dumber                                    | Warner Bros.         | $ 247.275.374        |
| 8    | Four Weddings and a Funeral                        | Gramercy Pictures    | $ 245.700.832        |
| 9    | Interview with the Vampire: The Vampire Chronicles | Warner Bros.         | $ 223.664.608        |
| 10   | Clear and Present Danger                           | Paramount Pictures   | $ 215.887.717        |

## Lijst van films
- 06
- 1000 Rosen
- Above the Rim
- Ace Ventura: Pet Detective
- The Adventures of Priscilla, Queen of the Desert
- Amelia Earhart: The Final Flight
- De andere kant van de tunnel
- Ashes of Time
- Baby's Day Out
- Bad Girls
- Before the Rain
- Beverly Hills Cop III
- Blankman
- Blue Sky
- Bullets Over Broadway
- Burning Paradise
- City Slickers II: The Legend of Curly's Gold
- Clear and Present Danger
- Clerks.
- The Client
- Cool Runnings
- Corrina, Corrina
- The Cowboy Way
- The Crossing
- The Crow
- Cyborg 3
- Disclosure
- Dragon: The Bruce Lee Story
- Drop Zone
- Dumb and Dumber
- Ed Wood
- Embrace of the Vampire
- Eva
- Even Cowgirls Get the Blues
- The Fantastic Four
- Farinelli
- Fearless
- La Fille de d'Artagnan
- De flat
- The Flintstones
- Forrest Gump
- Four Weddings and a Funeral
- Frankenstein
- The Getaway
- Heavenly Creatures
- Hoop Dreams
- The Hudsucker Proxy
- I Love Trouble
- Interview with the Vampire: The Vampire Chronicles
- It Could Happen to You
- The Jungle Book
- Junior
- Kickboxer 4: The Aggressor
- Killing Zoe
- Legends of the Fall
- Léon
- The Lion King
- Lisbon Story
- The Little Rascals
- Little Women
- Living Buddha
- Look Who's Talking Now
- A Low Down Dirty Shame
- The Madness of King George
- The Mask
- Maverick
- Maya Lin: A Strong Clear Vision
- A Million to Juan
- Miracle on 34th Street
- Monkey Trouble
- Natural Born Killers
- Naked Gun 33⅓: The Final Insult
- Nell
- The NeverEnding Story III: Escape From Fantasia
- The Next Karate Kid
- Nobody's Fool
- Oetomljonnye solntsem (Engels: Burnt by the Sun)
- On Deadly Ground
- Once Were Warriors
- Only You
- Oude Tongen
- Police Academy: Mission to Moscow
- Il postino
- Prêt-à-Porter
- Pulp Fiction
- Quiz Show
- Reality Bites
- La reine Margot
- Renaissance Man
- Reunie
- Richie Rich
- The River Wild
- RoboCop 3
- Rock 'n' Roll Junkie
- Les Roseaux sauvages
- The Santa Clause
- Sátántangó
- Serial Mom
- The Shadow
- The Shawshank Redemption
- Short Cuts
- Son in Law
- The Specialist
- Speed
- Star Trek: Generations
- Stargate
- Street Fighter
- Threesome
- Thumbelina (Nederlands: Duimelijntje)
- The Tibetan Book of the Dead
- Timecop
- Trois couleurs: Blanc
- Trois couleurs: Rouge
- True Lies
- De vlinder tilt de kat op
- Wayne's World 2
- When a Man Loves a Woman
- Whore II
- With Honors
- Wolf
- The Return of Jafar (Nederlands: De Wraak van Jafar)
- Wyatt Earp

1870-1879 · 1880-1889 · 1890 · 1891 · 1892 · 1893 · 1894 · 1895 · 1896 · 1897 · 1898 · 1899 · 1900 · 1901 · 1902 · 1903 · 1904 · 1905 · 1906 · 1907 · 1908 · 1909 · 1910 · 1911 · 1912 · 1913 · 1914 · 1915 · 1916 · 1917 · 1918 · 1919 · 1920 · 1921 · 1922 · 1923 · 1924 · 1925 · 1926 · 1927 · 1928 · 1929 · 1930 · 1931 · 1932 · 1933 · 1934 · 1935 · 1936 · 1937 · 1938 · 1939 · 1940 · 1941 · 1942 · 1943 · 1944 · 1945 · 1946 · 1947 · 1948 · 1949 · 1950 · 1951 · 1952 · 1953 · 1954 · 1955 · 1956 · 1957 · 1958 · 1959 · 1960 · 1961 · 1962 · 1963 · 1964 · 1965 · 1966 · 1967 · 1968 · 1969 · 1970 · 1971 · 1972 · 1973 · 1974 · 1975 · 1976 · 1977 · 1978 · 1979 · 1980 · 1981 · 1982 · 1983 · 1984 · 1985 · 1986 · 1987 · 1988 · 1989 · 1990 · 1991 · 1992 · 1993 · 1994 · 1995 · 1996 · 1997 · 1998 · 1999 · 2000 · 2001 · 2002 · 2003 · 2004 · 2005 · 2006 · 2007 · 2008 · 2009 · 2010 · 2011 · 2012 · 2013 · 2014 · 2015 · 2016 · 2017 · 2018 · 2019 · 2020 · 2021 · 2022 · 2023 · 2024 · 2025